# Linia kolejowa Córdoba – Málaga
Szybka kolej Kordoba-Malaga – hiszpańska linia dużej prędkości o długości 155 km (całkowita odległość między Kordobą i Malagą wynosi 170 km), otwarta w dniu 24 grudnia 2007 roku. Linia przystosowana jest do prędkości  300 km/h i łączy dwa miasta w Andaluzji Kordowę i Malagę. Stanowi część trasy kolejowej Madryt-Malaga i jest połączona z szybką koleją Madryt-Sewilla. Linia posiada również stacje pośrednie  Puente Genil i Antequera. Dziennie pomiędzy Madrytem a Malagą kursują 22 pociągi.